# Francisco de la Mata
Francisco de la Mata (Rosario, Santa Fe, 3 de diciembre de 1920 - Ibíd., 4 de diciembre de 1975) fue un futbolista argentino que jugaba de delantero. Fue miembro del plantel de San Lorenzo de Almagro que conquistó el Campeonato de Primera División 1946 de Argentina.

## Trayectoria
Surgido de las divisiones inferiores de Central Córdoba, en 1937 fue incorporado a Chacarita Juniors, pero retornó al año siguiente a su club de origen sin haber llegado a debutar como jugador profesional.  
Ello ocurriría, finalmente, durante el Campeonato del Litoral 1939, el cual culminaría con su equipo consagrándose campeón del certamen. Jugó luego la Copa Dr. Carlos Ibarguren contra Independiente el 31 de marzo de 1940, teniendo así la oportunidad de enfrentar por primera vez como profesional a su hermano Vicente de la Mata.
El puntero dejó el club rosarino en 1942, luego de haber ganado el Torneo Hermenegildo Ivancich. Fue contratado por San Lorenzo de Almagro, finalizando su primera temporada en la máxima categoría del fútbol profesional argentino como subcampeón del Campeonato de Primera División 1942.
En San Lorenzo de Almagro perduró hasta 1947, siendo parte del plantel de San Lorenzo de Almagro que conquistó el Campeonato de Primera División 1946. En total disputaría 104 partidos con la camiseta azulgrana, anotando un total de 27 goles. 
Pasó en 1948 a Lanús, pero terminó plegándose a las huelgas de jugadores del Campeonato de Primera División 1948, lo que desembocó en que jugara tan sólo 8 partidos en los que, pese a todo, anotó 4 goles. 
Los últimos años de su carrera transcurrieron entre Unión de Santa Fe y Tiro Federal de Rosario, viéndose cada vez más limitado en su tiempo de juego a causa de las lesiones que padeció. En 1953 hizo el intento de volver a Central Córdoba, pero su estado físico se lo impidió, por lo que decidió retirarse definitivamente.

### Clubes
| Club                   | País      | Año       |
| ---------------------- | --------- | --------- |
| Central Córdoba        | Argentina | 1939-1941 |
| San Lorenzo de Almagro | Argentina | 1942-1947 |
| Lanús                  | Argentina | 1948      |
| Unión de Santa Fe      | Argentina | 1949-1950 |
| Tiro Federal           | Argentina | 1951-1952 |